# 아소씨
아소 씨(일본어: 阿蘇氏)는 가마쿠라 시대부터 생성된 히고국의 가문이다.

## 같이 보기
- 사가라씨
- 시마즈씨
- 구마모토현